# Jack Reacher (film)
Jack Reacher (eerdere titel One Shot) is een verfilming van het boek One Shot uit 2005 door Lee Child. De regie was in handen van Christopher McQuarrie, en Tom Cruise speelt de hoofdrol als Jack Reacher. De film ging in oktober 2011 in productie en de opnames eindigden in januari 2012. De première was op 27 december 2012.

## Verhaal
Een sluipschutter schiet naar een menigte tijdens het spitsuur. Er vallen zes schoten en vijf doden. Het bewijsmateriaal leidt naar James Barr, een voormalige sluipschutter van het leger. Hij wordt gearresteerd en zegt maar een ding: "Haal Jack Reacher erbij". Reacher is een voormalig officier van de militaire politie, die sindsdien rondzwerft zonder werk, auto of huis, maar met eenvoudige principes. Reacher was samen met Barr in het leger. Barr schoot vier mensen dood tijdens de Golfoorlog. Het scenario van toen lijkt erg op de huidige zaak. Barr kwam echter vrij door een juridisch probleem. Reacher heeft toen Barr gezworen dat hij hem zou vinden als hij het ooit opnieuw deed.
Reacher gelooft dat Barr schuldig is, maar de jonge advocate Helen Rodin, de dochter van de openbare aanklager, huurt toch Reacher in als onderzoeker. Barr is ondertussen in de gevangenis zo erg afgetuigd dat hij zich niets meer herinnert over de dag van de moorden. Reacher gaat naar de schietstand waar Barr oefende en komt van de eigenaar Samuel Cash een en ander te weten, waardoor hij aan de bewijzen tegen Barr begint te twijfelen.
Ondertussen probeert iemand Reacher van de zaak weg te houden, zeker als hij op het spoor komt van een onzichtbare vijand die aan de touwtjes trekt. Een Russische bende die zich achter een bouwfirma verschuilt wordt geleid door een man die een groot deel van zijn leven doorbracht in de Sovjet-goelags en die de Zec genoemd wordt. 
Uiteindelijk moet Reacher de Zec en zijn bende zien te pakken te krijgen, ondanks dat ze zich verschuilen in een goed bewaakte bouwkeet.

## Rolverdeling
- Tom Cruise als Jack Reacher
- Rosamund Pike als Helen Rodin
- Richard Jenkins als Alex Rodin
- Robert Duvall als Cash
- David Oyelowo als Emerson
- Michael Raymond-James als Linsky
- James Martin Kelly als Rob Farrior
- Nicole Forester als Nancy Holt
- Alexia Fast als Sandy
- Joseph Sikora als James Barr
- Jai Courtney als Charlie
- Werner Herzog als The Zec